# Tiran (wyspa)
Tiran (arab. ‏جزيرة تيران‎) – wyspa położona na wschód od egipskiego kurortu Szarm el-Szejk, znajdująca się naprzeciw Cieśniny Tirańskiej łączącej Morze Czerwone i Zatokę Akaba. Powierzchnia wyspy wynosi 80 km². Wstęp na Tiran jest zabroniony, ale wokół znajdują się rafy koralowe, które są atrakcją turystyczną ściągającą nurków z całego świata. Kilka kilometrów na wschód znajduje się wyspa Sanafir.
Tiran ma strategiczne znaczenie, bo znajduje się w największym przewężeniu cieśniny, stanowiącej ważne połączenie dla portów jordańskich oraz izraelskich. Wyspa jest naszpikowana polami minowymi.
Tiran i sąsiednia Sanafir należały do Arabii Saudyjskiej, lecz znajdują się pod kontrolą egipską, odkąd w 1949 roku Arabia Saudyjska pozwoliła Egiptowi zająć te wyspy w celach obronnych, co miało związek z powstaniem państwa izraelskiego. Wyspy są niezamieszkane, lecz od 1950 roku stacjonowało tam wojsko egipskie. Dwukrotnie – w 1956 i 1967 roku Tiran i Sanafir zostały przejęte przez Izrael. Tiran pozostawał pod kontrolą izraelską aż do 1982 roku. Od tamtej pory stacjonuje tam egipski personel wojskowy oraz żołnierze międzynarodowych sił pokojowych. W kwietniu 2016 roku, po 6 latach negocjacji, rząd egipski podpisał z Arabią Saudyjską umowę o zwrocie wysp. Doszło wówczas do wielotysięcznych protestów Egipcjan, które skończyły się aresztowaniem ponad 150 osób. W czerwcu 2016 roku umowa została zablokowana przez egipski sąd. W styczniu 2017 roku naczelny sąd administracyjny w Egipcie wydał ostateczny werdykt w tej sprawie i umowa o zwrocie wysp została anulowana. 14 czerwca 2017 Komisja ds. Obrony i Bezpieczeństwa Narodowego egipskiej Izby Reprezentantów podjęła jednogłośną decyzję o przekazaniu wysp Sanafir i Tiran Arabii Saudyjskiej i tego samego dnia decyzja ta została zatwierdzona przez egipski parlament.